# 506 (tal)
506 är det naturliga heltal som följer 505 och följs av 507.

## Matematiska egenskaper
- 506 är ett jämnt tal.
- 506 är ett sammansatt tal
- 506 är ett defekt tal
- 506 är ett rektangeltal
- 506 är ett sfeniskt tal
- 506 är ett harshadtal
- 506 är ett hendekagontal

## Inom vetenskapen
- 506 Marion, en asteroid.